# Scenario
Scenario – szósty album studyjny amerykańskiego gitarzysty jazzowego Ala Di Meoli, wydany w 1983 roku nakładem wytwórni płytowej Columbia Records.

## Lista utworów
Opracowano na podstawie materiału źródłowego.
| 1. | „Mata Hari” (Al Di Meola)                | 6:08  |
|    |                                          |       |
| 2. | „African Night” (Di Meola, Jan Hammer)   | 4:52  |
|    |                                          |       |
| 3. | „Island Dreamer” (Hammer)                | 4:07  |
|    |                                          |       |
| 4. | „Scenario” (Di Meola)                    | 4:00  |
|    |                                          |       |
| 5. | „"Sequencer” (Hammer)                    | 4:09  |
|    |                                          |       |
| 6. | „Cachaca” (Di Meola)                     | 5:36  |
|    |                                          |       |
| 7. | „Hypnotic Conviction” (Di Meola, Hammer) | 3:53  |
|    |                                          |       |
| 8. | „Calliope” (Di Meola)                    | 4:19  |
|    |                                          |       |
| 9. | „Scoundrel” (Di Meola, Hammer)           | 3:45  |
|    |                                          |       |
|    |                                          | 40:49 |
|    |                                          |       |

## Twórcy
Opracowano na podstawie materiału źródłowego.
Muzycy:
- Al Di Meola – gitary, syntezatory, mandocello, perkusja, instrumenty perkusyjne
- Bill Bruford – perkusja elektroniczna marki Simmons (8)
- Phil Collins – perkusja (3)
- Jan Hammer – keyboardy, Fairlight CMI, instrumenty klawiszowe
- Tony Levin – Chapman Stick (8)

Produkcja:
- Al Di Meola – produkcja muzyczna
- Dennis MacKay – produkcja muzyczna, inżynieria dźwięku
- Philip Roberge – produkcja wykonawcza
- Jerry Mahler, Rich Markowitz – inżynieria dźwięku
- Bernie Grundman – mastering